# Travelling Without Moving
Travelling without Moving – trzeci studyjny album Jamiroquai, wydany w 1996 roku. Zawiera międzynarodowy przebój „Virtual Insanity”. Teledysk do tej piosenki wygrał cztery nagrody na MTV Video Music Awards 1997 w kategoriach: teledysk roku, najlepsze efekty specjalne, najlepsza kinematografia oraz przełomowy teledysk.

## Spis utworów
1. „Virtual Insanity” – 5:40
2. „Cosmic Girl” – 4:03
3. „Use the Force” – 4:00
4. „Everyday” – 4:28
5. „Alright” – 4:25
6. „High Times” – 5:58
7. „Drifting Along” – 4:06
8. „Didjerama” (instrumental) – 3:50
9. „Didjital Vibrations” (instrumental) – 5:49
10. „Travelling without Moving” – 3:40
11. „You Are My Love” – 3:55
12. „Spend a Lifetime” – 4:14
13. „Do You Know Where?” (utwór bonusowy) – 5:02
14. „Funktion” (utwór ukryty) – 8:27

## Notowania
| Kraj/Region | Pozycja | Certyfikat  | Sprzedaż |
| ----------- | ------- | ----------- | -------- |
| Węgry       | 1       |             |          |
| Polska      |         | złota płyta |          |